# Sveriges fotbollslandslag i OS 1908
Sveriges fotbollslandslag i OS 1908
Sveriges herrlandslag i fotboll deltog i OS i London 1908. Detta var första gången Sverige deltog i en internationell turnering i fotboll och var ett av enbart 6 deltagande lag. Sverige inledde med att förlora mot Storbritannien med 1-12 vilket är svenska herrlandslagets största förlust genom tiderna. Laget spelade därefter match om tredje pris mot Nederländerna som även den förlorades (0-2). 
| Oscar Bengtsson          | Örgryte IS     | Målvakt       |
| Åke Fjästad              | IFK Stockholm  | Högerback     |
| Theodor "Todde" Malm     | AIK            | Vänsterback   |
| Sven "Bleddy" Olsson     | Örgryte IS     | Högerhalv     |
| Hans Lindman             | IFK Uppsala    | Centerhalv    |
| Olle Ohlsson             | IFK Eskilstuna | Vänsterhalv   |
| Sune Almkvist            | IFK Uppsala    | Högerytter    |
| Gustaf Bergström         | Örgryte IS     | Högerinner    |
| Karl "Köping" Gustafsson | IFK Köping     | Centerforward |
| Sven "Generalen" Ohlsson | Mariebergs IK  | Vänsterinner  |
| Karl Ansén               | AIK            | Vänsterytter  |
| Walter Lidén             | IFK Göteborg   | Vänsterhalv   |
| Arvid Fagrell            | IFK Göteborg   | Högerytter    |
| Nils Andersson           | IFK Göteborg   | Vänsterback   |